# Kærlighedslås
En kærlighedslås er en hængelås, som er låst fast til en bro som et symbol på et elskende pars kærlighed. Typisk er de elskendes navne eller initialer indridset i låsen, og nøglen er smidt væk for at symbolisere evig kærlighed. Siden 2000'erne er der ophængt kærlighedslåse på et stigende antal steder verden over. De betragtes nogle gange af de lokale myndigheder som affald eller hærværk. Paris, hvor fænomenet begyndte i 2008, er et af de steder, hvor antallet er størst.

## Historie
Kærlighedslåse har eksisteret i lang tid, skønt der ikke er nogle sikre kilder for deres oprindelse. I Europa menes kærlighedslåsene dog især at være fremkommet i starten af 2000'erne. Baggrunden for, at folk anbringer kærlighedslåse, varierer fra sted til sted og er i de fleste tilfælde ukendt, men der er eksempler på steder, hvor baggrunden kendes; f.eks. på Ponte Milvio-broen i Rom og Most Ljubavi-broen i den serbiske kurby Vrnjačka Banja. Baggrunden for kærlighedslåsene på Ponte Milvio-broen findes i bogen Ho voglia di te (italiensk for Jeg vil have dig) af den italienske forfatter Federico Moccia, hvori et par anbringer en elskovslås på denne bro. Bogen blev senere filmatiseret og nåede bredt ud i Italien.
Kærlighedslåsene på Most Liubavi-broen (dansk for Kærlighedsbroen) kan spores tilbage til før 2. verdenskrig, hvor en ung lokal lærerinde blev forelsket i en officer fra den serbiske hær. Efter forlovelsen blev officeren sendt til Grækenland, hvor han forelskede sig i en lokal kvinde. Den serbiske lærerinde kom sig aldrig over tabet og siges at være død af ulykkelig kærlighed. Som konsekvens af dette begyndte de lokale piger at skrive deres navne ned sammen med navne på deres elskede på hængelåse, der blev låst fast til broen Most Liubavi, hvor lærerinden og officeren siges at have mødtes. Fortællingen blev populariseret i et digt af den serbiske digter Desanka Maksimović i anden halvdel af det 20. århundrede.

## Sikkerhedstrussel mod broerne
Låsene findes nogle gange i så stort antal, at de udgør en sikkerhedstrussel mod broerne, de er placeret på. Det gælder bl.a. i Paris, hvor myndighederne har valgt at forbyde dem.
I København hænger der mange kærlighedslåse på Bryggebroen. Københavns Kommune opfatter dem som noget, der giver værdi i byen, så de vil ikke fjerne dem. Men kommunen holder øje med situationen for at være parate til at gribe ind, hvis låsene bliver til fare for broerne.

## Kontroverser
Flere steder har de lokale myndigheder og ejere af forskellige installationer udtrykt bekymring for kærlighedslåse eller har fjernet dem:
- I Paris har det lokale byråd i maj 2010 udtrykt stigende bekymring over det voksende antal kærlighedslåse på Pont des Arts, Passerelle Léopold-Sédar-Senghor og Pont de l'Archevêché-broerne: "De udgør et problem for bevaringen af vores arkitektoniske arv". Senere i 2010 forsvandt alle kærlighedslåsene, hvilket byens myndigheder benægtede ethvert kendskab til. På Pont de l'Archevêché-broen kom der dog meget hurtigt nye kærlighedslåse op igen.[4] Borgmesteren for 6. arrondissement frygter, at vægten af låsene kan ødelægge broerne, og at stykker af gelænderet kan falde ned fra broen.[10]
- Det tyske togselskab, Deutsche Bahn, har truet med at fjerne kærlighedslåse fra Hohenzollern-broen i Köln. Deutsche Bahn er ejer af broen, men mødte så stærk modstand fra offentligheden, at planer om at fjerne kærlighedslåsene blev opgivet.[11]
- I Canada begyndte kærlighedslåse at blive sat op langs Wild Pacific Trail-stien i Ucluelet på Vancouver Island. Dette har medført splittelse blandt den lokale befolkning, da en del anser kærlighedslåsene som forstyrrende i naturen.[12]
- I Firenze blev 5.500 kærlighedslåse på Ponte Vecchio-broen fjernet efter ordre fra byrådet. Ifølge byrådet udgør elskovslåsene både en æstetisk forringelse og en sikkerhedsmæssig fare.[13]

## Myter og overtro forbundet med kærlighedslåse
Nogle steder har kærlighedslåsene fået nærmest mytologiske eller overtroiske egenskaber:
- I Fengyuan, Taiwan, bliver kærlighedslåse – ofte parvis – sat op på en bro over byens jernbanestation. Her kendes de som ønskelåse, og den lokale overtro fortæller, at det magnetfelt, der skabes af de tog der passerer under broen, får låsene til at opsamle energi og dermed opfylde ønsker.[14]
- På en fontæne i Montevideo i Uruguay sidder en plakette, der på både engelsk og spansk angiver følgende: "Legenden om denne unge fontæne fortæller os, at såfremt en lås med to elskendes initialer skrevet på er anbragt i fontænen, vil de senere komme tilbage til den, og deres kærlighed vil være for evigt."